# Tolorsreservoaren
Tolorsreservoaren (armeniska: Տոլորսի ջրամբար: Tolorsi djzrambar) är en reservoar i Armenien. Den ligger i provinsen Siunik, i den sydöstra delen av landet, 150 kilometer sydost om huvudstaden Jerevan. Tolorsreservoaren ligger 1 626 meter över havet.
Trakten runt Tolorsreservoaren består i huvudsak av gräsmarker. Runt Tolorsreservoaren är det ganska glesbefolkat, med 42 invånare per kvadratkilometer.